# Шалапко Юрій Іванович
Шалапко Юрій Іванович — доктор технічних наук, професор Хмельницького національного університету.

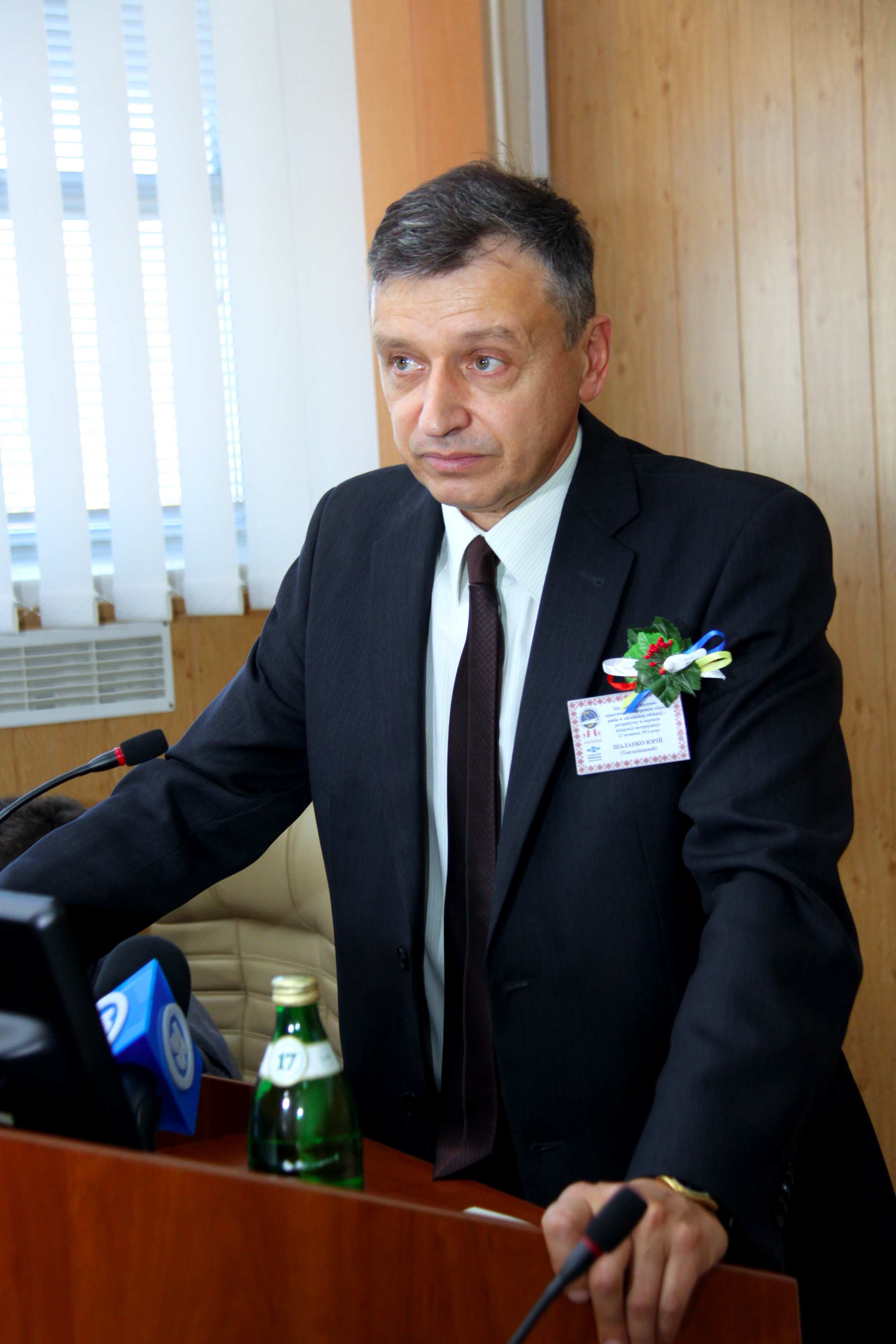
Юрій Шалапко на конференції «Українсько-польські діалоги»

В 1993 році захистив кандидатську дисертацію по тертю та зношуванню.